# Équitation
Équitation (francuski za jahanje, od latinskog equester za „jahača”) je naziv za francusku tradicionalnu školu konjičkog jahanja koja naglašava skladan odnos između ljudi i konja. U njoj se osnovni principi obuke konja i jahača vode izostankom sile i strogoće, spajajući želje jahača s poštovanjem konjske anatomije i raspoloženja Zbog toga je équitation upisan na UNESCO-ov popis nematerijalne svjetske baštine u Europi 2011. god. 

## Povijest
Francuska tradicionalna škola jahanja je nastala u renesansnim jahačkim akademijama gdje su se mladi plemići pored jahanja za lov učili i elegantnom baletnom jahanju i konjičkim sportovima. Njegovi prethodnici su bili Salomon de La Broue, koji je prvi pojasnio talijansku školu jahanja, te Antoine de Pluvinel koji je 1594. god. preoblikovao u francusku školu, koju je nastavio François Robichon de La Guérinière u dvorani za treniranje u pariškoj četvrti Tuileries (na ulazu u Louvre). Uspostavom kraljevske jahačke škole u Versaillesu, francuska škola jahanja se proširila Europom do te mjere da su francuski pojmovi u jahanju postali univerzalni, a širom Europe se javila potreba za tečajeve francuskog jezika.
Nekoliko instruktora je obogatilo ovu tradiciju, kao što su François Baucher, general Decarpentry i Alexis L'Hotte, koji su svi inzistirali na nježnom ophođenju s konjima. Ova škola se institucionalizirala kada je Luj XVIII., kralj Francuske, 1814. godine u Saumuru preoblikovao Napoleonovu konjaničku vojnu školu u kraljevsku. Njezini instruktori su prozvani „Crnim kadrom”, po njihovim crnim uniformama koje su u uporabi od 1898. god.

## Odlike
U francuskoj školi jahanja se poznavanje same životinje (njezine fiziologije, psihologije i anatomije) usklađuje s jahačevim tijelom, osjećajima i stanjem svijesti putem jahačkih vještina. Fluidnost pokreta i fleksibilnost zglobova omogućavaju upravljenje konjima u zahtjevnim vježbama bez ikakve prisile.
Premda je ovaj oblik jahanja poznat širom Francuske, pa i šire, najslavnija zajednica koja ga upražnjava je tzv. „Crni kadar” (Cadre Noir), elitni instruktori Francuske nacionalne škole jahanja kod grada Saumura. Saumur je također dom mnogim instruktorima, uzgojivačima konja, proizvođača konjske opreme (poput sjedlara, čizmara), veterinara i kovača. Njih povezuje želja da uspostave blizak odnos s konjem, utemeljen na zajedničkom štovanju i ostvarenje „lakoće” u svom poslu.
Česti nastupi pred publikom i svečani događaji koje organizira Crni kadar iz Saumura su uspjeli održati équitation živom tradicijom francuske škole jahanja. Ova nematerijalna svjetska baština nije u opasnosti jer je međugeneracijska suradnja jahača na visokoj razini, pri čemu je veliko štovanje iskusnijih jača naglašena entuzijazmom mlađih jahača.

## Poveznice
- Konjički sportovi
- Španjolska škola jahanja

## Vanjske poveznice
- Crni kadar iz Saumura  Arhivirana inačica izvorne stranice od 10. studenoga 2014. (Wayback Machine) (fr.)
- Video primjer na youtube-u (fr.)